# Ashton Hayes
Ashton Hayes – wieś w Anglii, w hrabstwie ceremonialnym Cheshire, w dystrykcie (unitary authority) Cheshire West and Chester. Leży 11 km na wschód od miasta Chester i 261 km na północny zachód od Londynu. W 2001 miejscowość liczyła 919 mieszkańców.